# 트루밥쇼
《트루밥쇼》는 2017년 3월 24일부터 2017년 4월 7일까지 매주 금요일 저녁 7시 35분에 KBS 1TV에서 방송했던 한국방송공사의 텔레비전 프로그램이다.

## 기획 의도
말 잘하고 공감 능력 뛰어난 세 명의 MC가 일반인을 관찰하고 중계하다 깜짝 등장하여 밥 한 끼를 먹으며 이야기를 들은 프로그램이다.

## 방송 회차

### 2017년
| 회차 | 방송일   | 부제                    |
| ---- | -------- | ----------------------- |
| 1회  | 3월 24일 | 편의점 야간 아르바이트  |
| 2회  | 3월 31일 | 경찰 공무원 시험 준비생 |
| 3회  | 4월 7일  | 푸드트럭 부업           |

## 시청률

### 2017년
| 회차 | 방송 일자 | 시청률 |
| ---- | --------- | ------ |
| 1회  | 3월 24일  | 3.8%   |
| 2회  | 3월 31일  | 3.6%   |
| 3회  | 4월 7일   | 3.3%   |